# أونباشي

رتبة أونباشي أو عريف

الأونباشي هي رتبة عسكرية تركية تعادل رتبة العريف حاليًا. والكلمة تركية، مركّبة من لفظين هما «أون» أي رقم «عشرة»، و«باشي» أي «رأس»، والمعنى «رئيس عشرة» جنود. أحياناً يتم قلب النون ميم في اللهجة العربية المصرية فتصبح «أومباشي».

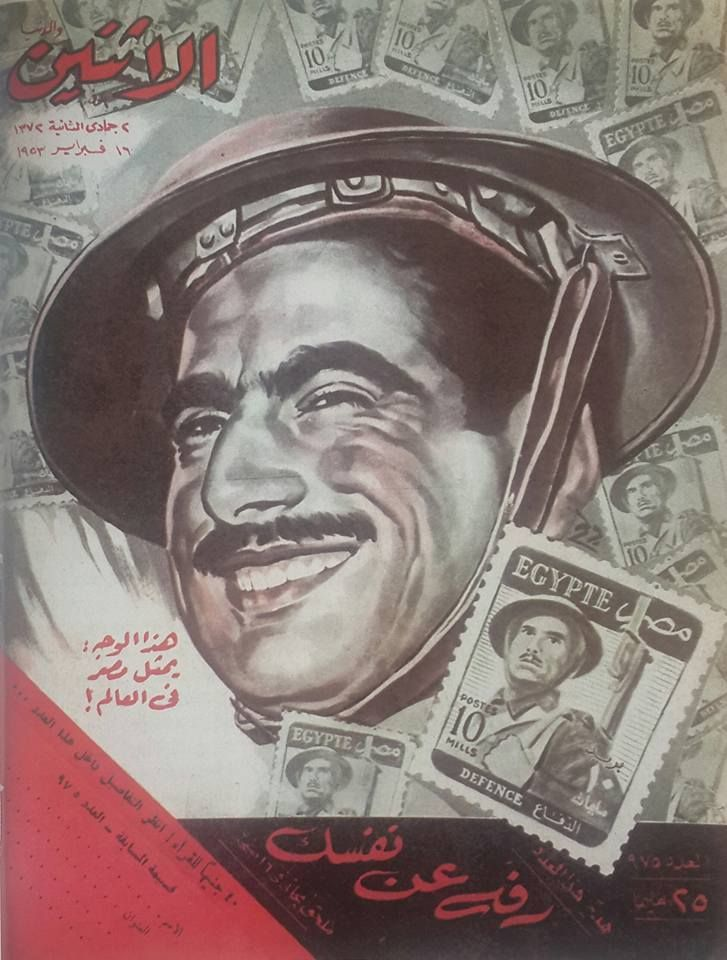
الأونباشي سيد سليمان صاحب الصورة الشهيرة على طوابع البريد المصرية في الخمسينيات,